# Pomachilius andinus
Pomachilius andinus là một loài bọ cánh cứng trong họ Elateridae. Loài này được Brethes miêu tả khoa học năm 1937.